# Трубино (Тверская область)
Трубино — деревня в Калининском районе Тверской области.

## География
Деревня находится в 21 км от Лихославля.

## Население
По данным Всероссийской переписи населения 2010 года население НП составило 35 человек.

## Власть
Деревня в административном плане относится к Кулицкому сельскому поселению Калининского района
Тверской области.